# 귀인 이론
귀인 이론(attribution theory)은 프리츠 하이더, 해롤드 켈리, 에드워드 E. 존스, 리 로스에 의해 정립된 사회심리학 이론이다. 이는 사람들이 자신 또는 타인의 행동의 원인을 설명하는 방식에 대한 이론이다.

## 내적 요인 대 외적 요인
귀인(歸因, attribution)은 '원인의 귀착'의 줄임말로서, 한 개인이 타인의 행동이나 사건의 원인을 어떻게 설명하느냐와 관련이 있는 말이다. 예를 들어 컵을 실수로 떨어뜨려 깨뜨렸을 때, 옆에 있는 사람과 부딪혔기 때문에 떨어뜨렸다고 생각할 수 있고, 자신이 너무 덜렁대서 깨뜨렸다고 생각할 수도 있다. 이처럼 하나의 결과를 갖고도 원인으로 생각하는 것은 개인에 따라 다를 수 있으며, 다양한 귀인이 나타난다.
인간은 사건을 인식할 때 원인을 따져본다. 귀인 이론은 사람들이 사건들의 원인을 따지는 방법을 두가지로 나누었다.
- "외적 요인" 또는 "환경적 요인"으로 원인을 돌리는 것 (날씨 등)
- "내적 요인" 또는 "기질적 요인"으로 원인을 돌리는 것 (지능 수준, 발생한 사건에 대한 책임 등)

하이더는 인간의 행동을 기본적으로 능력과 의사 등 내적 요소와 상황 및 우발적 사건 등 외부 요소의 두 가지로 귀인하는 것이 가능하며, 내적 요인과 외적 요인이 상호 관련이 있다고 말했다. 이후 존스와 데이비스는 어떤 행동의 원인이 내적 귀속하는 방법을 검토한 대응 짐작 이론이 발표했다. 해롤드 켈리의 공변량 모델은 사람들이 원인을 설명할 때 내적 요인과 외적 요인 중 어떤 것을 이용할지 결정하는 것을 연구했다.
귀인 이론에 대해서는 사회 심리학의 인식 분야에서 많이 연구되고 있으며, 최근에는 인지 심리학의 방법론과 이론을 이어받은 연구가 진행되고 있다.
귀인 편견(attributional bias)은 어떤 사건에 대한 원인을 판단하는데 영향을 끼치는 심리학의 인지적 편견 중 하나다. (귀인)
귀인 편견은 보통 행위자/관찰자 차이(actor/observer differences)의 형태를 띈다. 어떤 행위에 참여하고 있는 사람들(행위자)는 그것에 참여하지 않는 사람들과(관찰자) 다르게 본다는 것이다. 이런 차이는 종종 가용성(availability)의 비대칭성에 의해 생긴다. 예를 들어 행위자의 행동은 관찰자가 기억하는 것보다 더 기억하기 쉽기 때문에 이 후에 더 고려대상이 되기 쉽다는 것이다. 결과적으로 원인에 대한 판단은 이런 이유들로 왜곡되기 마련이다.
예를 들어 몇몇 실험에서 실험 대상자는 대화에 참여한 사람들 중 한 사람쪽만 보거나, 한 사람의 얼굴만 보았다. 실험 대상자가 더 잘 볼 수 있었던 사람에 대해 실험 대상자는 그 대화에서 더 중요하거나 영향력있는 사람으로 인식했다.
대응 추론을 통해 또 다른 예시를 살펴볼 수 있다. 우리는 어떤 사람이 왜 특정한 행동을 하였는가를 설명할 때, 그 사람의 상황적인 요인보다는 성격적인 특징들이나 개인적인 속성들을 많이 사용하는 경향이 있다. 즉, 그 사람이 음료수를 쏟았을 때, 순간적으로 주의가 분산되어서가 아니라 그 사람의 행동이 서투르기 때문이라고 설명하는 것이다. 이런 경향은 우리로 하여금 동기와 행동의 일관성이 실제보다 더 존재한다고 믿게 한다.[1]
가장 잘 알려진 귀인 편향은 아마 근본적 귀인 오류일 것이다

## 기본적 귀인 오류
관찰자가 다른 이들의 행동을 설명할 때 상황 요인들의 영향을 과소평가하고 행위자의 내적, 기질적인 요인들의 영향을 과대평가하는 경향을 말한다.

### 개요
기본적 귀인 오류(fundamental attribution error, FAE)는 관찰자가 다른 이들의 행동을 설명할 때 상황 요인들의 영향을 과소평가하고 행위자의 내적, 기질적인 요인들의 영향을 과대평가하는 경향을 말한다. 즉 사람들은 다른 사람의 행동의 원인을 그 사람이 처한 상황의 조건보다는 그 사람의 성격이나 능력, 동기, 태도, 신념 등에 돌리는 경향이 있다. 이 현상은 사람들이 다른 사람을 관찰할 때 상황보다는 개인에 초점을 맞추는 데 그 원인이 있다. 기본적 귀인 오류는 자신의 행동을 설명할 때는 잘 나타나지 않으며, 서구 사회에서 이 현상이 더 잘 관찰된다고 알려져 있다.
존스와 해리스(Jones & Harris, 1967)가 세운 가설은 대응 추리 이론(correspondent inference theory)에 기초한 것으로, 자유롭게 선택한 행동에 대해서는 내적 귀인(즉 성격, 능력, 동기 등 내적 성향으로 설명하는 것)을 하고, 우연한 행동에 대해서는 외적 귀인(즉 상황으로 설명하는 것)을 하리라는 것이었다.
실험 참가자들에게 피델 카스트로(Fidel Castro)에 대해 찬성 또는 반대하는 내용의 글을 읽게 하고, 그 글을 쓴 사람들이 카스트로에 대해 갖고 있을 태도를 추정하게 했다. 글의 필자들이 자신의 생각을 그대로 썼다고 묘사된 조건에서는 참가자들은 당연히 글의 내용에 일치하는 방향으로 필자들의 태도를 추정했다. 하지만 글의 필자들이 자신의 생각을 쓴 것이 아니라 지시를 받은 내용의 글을 썼을 뿐이라고 묘사된 조건에서도, 참가자들은 여전히 필자들이 카스트로에 대해 글의 내용과 일치하는 방향의 태도(즉 카스트로에 대해 찬성하는 글에서는 찬성하는 태도, 반대하는 글에서는 반대하는 태도)를 가졌다고 추정했다.
일상 생활의 예로는 다음과 같은 상황을 들 수 있다. 한 운전자가 신호등이 빨간 불인데도 그냥 사거리를 지나쳐 버리는 다른 운전자를 보았다면, FAE에 따르면 그 운전자가 성격이 난폭하거나 운전에 서투르다는 추론을 할 것이다. 하지만 그 운전자는 환자를 태우고 병원에 가는 중일 수도 있으므로 추론이 틀릴 가능성도 있는 것이다.
‘기본적 귀인 오류’라는 명칭은 사회 심리학자인 리 로스(Lee Ross)가 존스와 해리스의 실험 결과에 붙인 이름이다. ‘기본적’이라는 표현이 붙은 이유는 리 로스가 이 현상을 매우 보편적이고 근본적인 사회 심리학적 현상이라고 보았기 때문이다. 대니얼 길버트(Daniel Gilbert)와 같은 학자는 이 현상을 대응 편향(correspondence bias)이라고 부르는데, 학자들에 따라서는 이 두 현상은 서로 구분되어야 하며 기본적 귀인 오류는 대응 편향의 설명 중 하나라고 말하기도 한다.

### 설명
FAE가 일어나는 원인에 대해서는 학자들 간에 의견이 일치하지는 않으나, 다음과 같은 몇 가지 설명이 제시되었다.

#### 공정한 세상 가설(just-world hypothesis)
이 믿음은 멜빈 러너(Melvin Lerner, 1978)가 최초로 이론화한 것으로, 사람들은 마땅히 얻어야 될 것을 얻으며, 그들이 얻은 것은 마땅한 이유가 있어 얻었다는 신념이다. 사람들의 실패를 변화시킬 수도 없고 통제할 수도 없는 상황 원인보다는 내적인 원인에 돌리는 것은 이 세상이 공평하고 우리가 우리 삶을 통제할 수 있다고 믿고 싶은 욕구를 충족시켜 준다. 세상을 공정하다고 보는 것은 지각된 위협을 덜 느끼게 해 주고, 안정감을 주며, 어렵고 불안한 상황에서 의미를 부여하고, 심리적으로 도움을 준다.
하지만 공정한 세상 가설은 또한 사람들이 비극적인 사건이나 사고의 희생자들(강간 피해자 등)을 보면서 자신들은 그런 사건을 겪지 않을 거라고 스스로에게 확신을 주기 위해 피해자를 비난하는 경향을 가져오기도 한다. 사람들은 심지어 피해자들의 ‘전생’의 잘못을 언급하면서까지 그들이 처한 부정적 결과를 정당화하려고 시도하기도 한다.

#### 행위자의 현저성
사람들은 관찰된 효과를 자신의 주의를 끄는 원인들에 돌리는 경향이 있다. 프리츠 하이더(Fritz Heider, 1958)가 주장한 것처럼, “행동은 장(場, field)을 에워싸는 경향이 있고, 관찰자는 행동을 자신의 주의를 끄는 것이 무엇이건 간에 그것에 귀인”하곤 한다. 즉 한 사람을 관찰할 때, 그 사람이 기준점이 되며 상황은 그냥 배경인 것처럼 간과되는 경향이 있다. 따라서 다른 이들의 행동의 귀인은 우리가 의식하지 못할 수도 있는 상황보다는 그 사람 개인에게 초점이 맞춰질 가능성이 더 높다. 하지만 그 사람이 자신일 경우에는 주위 상황의 힘을 더 의식하게 되는데, 이런 차이가 행위자-관찰자 편향을 초래한다.
길버트와 말론(Gilbert & Malone, 1995)에 따르면, FAE는 또한 관찰자가 상황에 대한 배경 정보를 충분히 가지고 있지 않아서 일어날 수도 있다. 관찰자는 상황의 맥락과 환경적, 사회적인 제한 요인들에 대해 잘 모를 수도 있다. 그 결과 관찰자는 특정한 행동을 설명하고 이해하기 위해 기질적인 요인들에 더 의존하게 된다.
인간의 어휘 목록도 FAE에 대한 또 하나의 설명을 제공한다. 즉, 심리학자들은 인간의 언어에는 상황을 묘사하는 표현보다 행동을 묘사하는 표현이 더 많다는 것을 발견했다. 이런 경향은 행동 표현이 관찰자의 머릿속에서 더 쉽게 활성화되도록 할 수 있고, 인간들은 인지적 구두쇠(cognitive misers)라서 쉽게 떠오르는 표현들로 행동을 설명하려고 하기 때문에 FAE가 발생한다는 것이다.

#### 의식적 조정의 부족
개인의 행동이 상황에 의해 제한되었음을 의식하는 경우에도 FAE를 일으킬 수 있다. 이는 행위자의 성격을 규정하는 데 행동과 상황 정보를 동시에 고려하지 않기 때문이다. 존스와(Jones)와 콰트론(Quattrone)은 거점과 조정 발견법(anchoring and adjustment heuristic)으로 FAE를 설명한다. 이 설명에 따르면 행위자의 행동은 초기의 거점이 되고, 관찰자가 상황 요인들을 고려할 때 조정이 이루어지는 것이다. 즉 초기에 관찰자는 행위자를 규정짓는 데에 자동적으로 자신이 관찰한 행동을 사용한다. 그 뒤에 상황의 힘을 고려해서 추론을 조정하려면 의도적이고 의식적인 노력이 필요하다. 따라서 상황 정보가 충분히 고려되지 않은 경우에는, 초기의 기질적 추론이 보정되지 않은 채로 받아들여져서 FAE가 일어난다.
이 설명에 의하면, 사람들은 또한 상황 정보 처리에 필요한 동기나 인지적 자원이 없는 경우에 FAE를 더 일으키게 된다. 많은 경우에 사람들은 자신의 인지적 자원을 절약하고자 하는 경향이 있기 때문에 FAE가 종종 일어난다.

### 오류의 결과들
FAE는 긍정적인 결과와 부정적인 결과를 모두 초래한다. 어떤 특정한 상황에서는 FAE로 인해 오귀인이 일어나지만, FAE는 또한 유용한 발견법으로 사용되어 복잡한 사회적 상황을 처리하는 데 필요한 시간과 에너지를 절약해 준다. 그럼으로써 FAE는 사람들에게 통제감을 부여하고 인간 행동을 더 잘 예측하게 해 준다. 반면 부정적인 결과의 예로서, 행위자의 행동이 그들의 기질의 직접적인 결과라고 믿는다면 노숙자나 에이즈 환자 같은 사회적 소외 계층에 무관심해질 수 있다.

### FAE에 대한 비판
하비(Harvey, 1981) 등 심리학자들의 주장에 따르면, 특정 조건에서는 기질적 귀인을 하는 것이 잘못이지만 다른 조건에서는 상황 귀인을 하는 것이 마찬가지 정도로 잘못일 수 있다. FAE의 개념은 사회적 맥락에서 귀인의 정확성을 결정하는 기준이 확립되었다고 가정한다. 하지만 하비 등은 이와 같은 기준이 더 정교해야 하고 재검토가 필요하다고 한다. 이런 기준을 확립하는 것이 어렵기 때문에, 상황 귀인의 편향도 기질 귀인의 편향만큼이나 근본적일 수 있는 것이다.
FAE에 대한 또 다른 비판은 오류(error)와 편향(bias)의 구분에 대한 것이다. 편향은 ‘어떤 한 조건을 다른 대안들보다 더 선호하는 것’으로 정의된다. 이 정의에 따르면 FAE에서 기질적 설명을 선호하는 것은 편향으로 볼 수 있다. 반면 오류는 ‘하나의 가설과 사실로 믿어지는 명제들 사이의 불일치’로 정의된다. 그렇다면, FAE는 귀인(가설)과 행동의 실제 원인(사실)이 서로 불일치할 때에만 오류로 볼 수 있는 것이다.

### 오류의 효과 줄이기
편향을 줄이는 다음과 같은 몇 가지 기술이 FAE의 크기를 줄이는 데 효과가 있다고 알려져 있다.
- 합의성(consensus) 정보를 의식하기: 같은 상황에서 대부분의 사람들이 행위자와 같이 행동한다면, 아마도 그 상황이 행동의 원인일 것이다.
- 자신이라면 어떻게 행동했을지 자문해 보기
- 덜 현저한 원인들이 뭐가 있을지 찾아 보기
하지만 앞에서 든 카스트로의 예처럼 행위자가 특정 행동을 한 것의 실제 동기를 알고 난 다음에도 사람들은 여전히 FAE를 일으킬 수 있다.

### FAE에서 문화 차이
FAE를 설명하는 데 있어 다양한 문화 차이가 보고되어 왔다. 다양한 문화의 사람들은 FAE를 일으키는 정도에서 차이를 보인다. 개인주의적인 문화의 사람들은 집단주의적 문화의 사람들보다 FAE를 더 잘 일으킨다. 그 이유로, 사회적이거나 비사회적인 맥락 모두에서 독립적인 사람들과 상호의존적인 사람들이 환경 정보에 주의를 기울이는 정도가 다른 것이 지목된다. 마스다와 그의 동료들(Masuda et al., 2004)은 만화 캐릭터들을 제시하는 실험을 통해, 표적 인물의 얼굴 표정에 대한 일본인들의 판단은 미국인들에 비해 그 인물을 둘러싸고 있는 사람들의 영향을 더 받는다는 사실을 보였다.
한편 마스다와 니스벳(Masuda & Nisbett, 2001)은 물속의 풍경을 동영상으로 보여 주는 실험을 했는데, 이 실험에서 미국인들은 일본인들에 비해 맥락(바위, 풀 등)보다 초점의 대상(물고기)들을 더 언급하고 더 잘 기억한다는 사실이 드러났다. 이렇게 각 문화마다 다른 요인들이 현저한 것을 볼 때, 같은 행동을 보아도 동양인들은 상황 귀인을 하는 경향이 더 강하고, 서양인들은 행위자 귀인을 하는 경향이 더 강할 거라고 추측할 수 있다. 이런 추측에 맞게, 모리스와 펑(Morris & Peng, 1994)은 물고기 행동을 귀인하는 실험에서 미국인들은 중국인들보다 행동(예: 한 마리 물고기가 다른 물고기 떼 앞에서 헤엄치는 행동)을 더 내부 귀인하는 성향을 보였다.

### 용어의 문제
앞에서 본 바와 같이 FAE는 대응 편향과 같이 쓰이고 있다. 하지만 이 두 용어가 구분되어야 하는지에 대해 논쟁이 있다. 이 두 개념의 차이를 주장하는 학자들은 다음 세 가지 차이에 주목했다.
첫째, 이 두 효과는 서로 다른 상황에서 일어나는 것으로 보인다. 왜냐하면 기질적인 대응 추리와 상황 추리가 동시에 일어날 수 있기 때문이다. 하지만 귀인 과정은 사건이 예상과 다르거나 기대와 어긋나는 경우에만 일어난다. 이러한 생각은 세민과 마스맨(Semin & Marsman, 1994)의 연구에 의해 뒷받침되었는데, 이 연구에서는 서로 다른 종류의 동사들이 다른 종류의 귀인과 추론으로 이어졌다. 구체적으로, 대응 추리는 상태 동사(state verbs)보다는 해석적 행위 동사(interpretative action verbs; ‘돕다’ 등)가 사용된 경우에 더 많이 나타났다. 이는 FAE와 대응 편향이 서로 다른 상황에서 나타남을 가리킨다.
둘째, 대응 추리와 귀인은 자동성에서도 차이가 있다. 추리는 행동이 상황 또는 기질 추리를 함의할 때 자동적으로 일어나지만, 귀인은 훨씬 더 천천히 일어난다.
셋째, 대응 추리와 귀인은 서로 다른 기제에 의해서 일어날 가능성도 제기되었다. 대응 추리는 여러 단계를 거쳐 형성된다는 생각이 대체로 받아들여지고 있다. 관찰자는 먼저 행동을 해석하고, 그 뒤에 충분한 상황 정보가 있다면 그 상황 정보를 넣어서 추리를 변경한다. 그리고 나서 기질 정보를 고려함으로써 추리를 또 다시 조정할 수도 있다. 이에 반해, 귀인은 지각 기제를 사용해 시각적인 정보를 처리함으로써, 또는 지식 구조(스키마)를 활성화함으로써, 또는 체계적인 자료 분석과 처리를 함으로써 형성되는 것으로 보인다. 따라서 이러한 이론적인 체계의 차이 때문에, 대응 추리는 귀인보다는 행동의 해석에 더 밀접하게 관련된 것으로 보인다.
이런 차이들을 바탕으로 하여, 어떤 연구자들은 FAE는 행동에 대해 상황보다는 기질을 이용한 설명을 하는 경향으로 보아야 하고, 대응 편향은 행동으로부터 대응적인 기질 추리를 이끌어 내는 경향으로 보아야 한다고 주장한다. 이 맥락에서, 두 현상에 대한 문화 차이도 다르게 나타난다. 즉 FAE는 개인주의적인 문화에서 더 쉽게 관찰되는 반면 대응 추리는 여러 문화에서 널리 발견되어, 둘이 서로 다른 현상이라는 주장에 힘을 실어 주고 있다.

## 귀인 요인들
| 귀인 | 긍정          | 부정          |
| 대상 | 변화가능성    | 변화 불가능성 |
| 환경 | 일시적인 요인 | 지속적인 요인 |
| 시간 | 우연히        | 항상          |

## 참고 문헌
- Abrams, D., Viki, G. T., Masser, B., & Bohner, G. (2003). Perceptions of stranger and acquaintance rape: the role of benevolent and hostile sexism in victim blame and rape proclivity. Journal of Personality and Social Psychology, 84(1), 111.
- Anderson, C. A., Krull, D. S., & Weiner, B. (1996). Explanations: Processes and consequences. In E. T. Higgins & A. W. Kruglanski (Eds.), Social psychology: Handbook of basic principles (pp. 221-296). New York, Guilford.
- Bell, S. T., Kuriloff, P. J., & Lottes, I. (1994). Understanding Attributions of Blame in Stranger Rape and Date Rape Situations: An Examination of Gender, Race, Identification, and Students’ Social Perceptions
- (APA-Criticizes and reformulates the learned helplessness hypothesis. )Abramson, L. Y., Seligman, M. E., & Teasdale, J. D. (1978). Learned helplessness in humans: Critique and reformulation. Journal of Abnormal Psychology, 87(1), 49–74. https://doi.org/10.1037/0021-843X.87.1.49

## 같이 보기
- 귀인 편견
- 인과성
- 근본적 귀인 오류
- 사회 인지
- 귀인
- 학습된 무기력
- 인지부조화 이론